# Георги Граматиков
Георги Стайков Граматиков е български историк, доцент доктор.

## Биография
Роден на 14 февруари 1943 г. в с. Покрован, Ивайловградска община, Хасковска област.
През 1968 г. завършва Философско-историческия факултет на СУ „Св. Климент Охридски“. От 1969 г. до 1981 г. работи като уредник в Окръжен (дн. Регионален) исторически музей – Хасково. От 1981 г. до 1985 г. е зам. председател на Общинския съвет за култура в Хасково. От 1985 г. до пенсионирането му през 2008 г. е директор на Регионалния исторически музей – Хасково.
През 1991 г. защитава докторат, а от 2005 г. е избран за ст.н.с.
Изследванията му са посветени на проблемите на българската етнология и история, на историята на селищата от Хасковския регион и др.
Монографиите „Узунджовският панаир“, „Хасковските минерални бани“ и „Традиционното производство на хранителни растителни масла в българските земи през ХV – ХХ век“ са издадени от Института по етнология и фолклор с етнографски музей при БАН – София.
Автор е и на монографиите „Индустриалецът и дарителят Стойчо Марчев“, „История на Народно читалище „Заря“ – Хасково 1858 – 2008 г.“, „История на град Ивайловград 1912 – 1944 година“(2014), „Хор „Родна песен“ по широкият друм на голямото хорово изкуство“(2016) и „По дирите на старо Хасково“(2019).
В съавторство пише двутомна „История на град Хасково“, „История на град Харманли“, „Димитровград. Кратък исторически очерк“ и „История на село Сираково“.
Непубликувана все още е последната му монография „Бубурството и копринарството в Свиленград“.
През 2007 г. е избран и включен в престижното издание „2000 бележити интелектуалци на ХХІ век“ на Международния библиографски център – Кеймбридж, Великобритания.
Член е на Тракийски научен институт.